# Zord Arnold
Zord Arnold, Sonnenfeld (Budapest, 1887. május 16. – Zürich, 1957.) festőművész.

## Élete
Sonnenfeld Jakab hentes és Finkelstein Matild Művészeti tanulmányait Márk Lajos festőiskolájában és a budapesti Képzőművészeti Főiskola esti tanfolyamán végezte. A Műcsarnok 1910-iki kiállításán állított ki először (Mályvarózsák, Templomrészlet). A Művészházban pedig ugyanez évben gyűjteményes kiállítást rendezett. Festett figurális képeket, tájképeket (Fák a tengerparton) és néhány bibliai kompozíciót is (Ádám és Éva menekülnek az Úr haragja elől; Káin és Ábel).